# Sedniv
Sedniv (în ucraineană Седнів) este o așezare de tip urban din raionul Cernihiv, regiunea Cernihiv, Ucraina. În afara localității principale, nu cuprinde și alte sate.

## Demografie
Componența lingvistică a așezării de tip urban Sedniv
     Ucraineană (95,86%)
     Rusă (3,92%)
     Alte limbi (0,15%)
Conform recensământului din 2001, majoritatea populației așezării de tip urban Sedniv era vorbitoare de ucraineană (95,86%), existând în minoritate și vorbitori de rusă (3,92%).